# Валлі (абвер)
«Валлі» — умовна назва спеціального органу абверу, створеного у червні 1941 в м. Сулеювек під Варшавою для керівництва розвідувальною та диверсійною роботою проти Червоної армії (див. Радянська армія). Мав три від. — «В.-I», «В.-II» і «В.-III», яким підпорядковувалися периферійні органи — абверкоманди й абвергрупи. У кожного від. було в середньому від 3 до 8 абвергруп та абверкоманд. Номери команд і груп вказували на напрям роботи: військово-розвідувальним давали номери від 101 й далі (до 149), командам і групам економічної розвідки — від 150, диверсійним — від 201, контррозвідувальним — від 301. У роки Великої вітчизняної війни Радянського Союзу 1941—1945 діяло приблизно 43 абвергрупи й абверкоманди, підпорядковані штабові «В.». При «В.-I» i «В.-II» діяли розвідувальні школи, де із завербованих військовополонених та місцевих жителів готували розвідників для засилання за лінію фронту.
У перший період війни (проти військ Південного фронту і Південно-Західного фронту) проводила розвідувальну діяльність абверкоманда 102, яка від вересня 1941 до вересня 1942 дислокувалася у м. Полтава. Їй була підпорядкована полтавська розвідувальна школа., що проводила підготовку агентури для засилання за лінію фронту. Від жовтня 1942 розвідшкола працювала в Харкові, від лютого 1942 — у Києві, в передмісті Пуща-Водиця, в липні–серпні того ж року — на о-ві Хортиця, у р-ні Запоріжжя, звідки в серпні 1943 передислоковувалася в с. Гущинці Калинівського р-ну Вінницької обл., потім у с. Вороновиця, де була перепідпорядкована абверкоманді 101. Від січня 1944 переїхала в р-н Львова, а потім до Польщі.
Під час відступу гітлерівських військ абверкоманди і абвергрупи залишали своїх агентів для подальшої підривної діяльності у визволених Червоною армією містах і селах.